# Fabliaux
El fabliau (plural fabliaux) és un gènere narratiu medieval provinent del nord de França, concretament del territori d'Oíl. Neix al segle xii, cap a l'any 1160, i es transforma en altres gèneres a partir del segle xiii. S'estén mitjançant els joglars i va dirigit principalment a la burgesia. El terme "fabliaux" és el plural de "fabliau" diminutiu de la paraula francesa "fable".
Els "fabliaux" que s'han conservat fins ara estan escrits en vers, amb l'estrofisme anomenat codolada. Aquest gènere tracta assumptes divertits, jocosos, lliures i fins i tot obscens. El seu objectiu no és transmetre cap missatge ètic sinó fer passar una bona estona al seu públic, divertir mitjançant el sarcasme i la ironia. Els protagonistes solen ser de baixa o mitjana extracció social i sovint el personatge principal és la dona, la qual es presenta astuta i maquiavèl·lica. L'home té un paper més ingenu o innocent, ja que freqüentment és la víctima de la trama amorosa o engany. El clergat tampoc s'ha deslliurat de la burla dels "fabliaux". Els capellans són presentats com a persones amb ambició i amb l'únic objectiu d'aconseguir riqueses i poder. És un tipus de literatura molt d'estil dels goliards i molt estesa per tot Europa.

## Característiques
Els fabliaux es caracteritzen per:
1. La brevetat
2. Pocs personatges (2 o 3)
3. Un sol escenari amb decorat, o dos com a màxim
4. Unitat temporal (les històries duren un dia o dos com a màxim)
5. Misogínia
6. Anticlericalisme
7. Tema per excel·lència: la infidelitat de la muller

Actualment, es conserven unes 150 obres, la majoria anònimes tot i que se'n troben de signades per Gautier de Leu, Jean Bodel, Jean de Londe i Rutebeuf. El conte més antic conservat es remunta al 1160.

## Tradició en català
Exemples en català serien el Sermó del bisbetó, Disputa d'en Buch ab son cavall, Planys del cavaller Mataró, El sagristà i la burgesa, El testament d'en Bernat Serradell de Vic. Els experts no es posen d'acord en si està o no justificat anomenar "fabliaux" a aquestes obres. Un teòric que es decanta pel no és Arseni Pacheco (vegeu "Els fabliaux catalans no són fabliaux", Miscel·lània Joaquim Molas, vol. 3, 2009). Un teòric que es decanta pel sí és Antonio Ottaiano (vegeu "Els fabliaux catalans: anàlisi d'una definició").
Potser el més conegut és El llibre de fra Bernat, del gironí Francesc de la Via, que explica les peripècies d'un fatricel de vida dissipada que intenta aconseguir els favors amorosos d'una monja i s'ha de barallar amb altres dos pretendents, un canonge i un cavaller. Al final qui aconsegueix els serveix amorosos de la monja és el narrador, un alter ego de l'autor.